# Gryon papuense
Gryon papuense är en stekelart som beskrevs av Virgilio Caleca 1990. Gryon papuense ingår i släktet Gryon och familjen Scelionidae. Inga underarter finns listade i Catalogue of Life.